# 초입방체

1차원부터 6차원까지의 초입방체

초입방체(超立方體, 영어: hypercube 하이퍼큐브[*])는 정사각형과 정육면체 등을 n차원으로 확장한 폴리토프(다포체)이다. 이는 서로 평행이거나 직교하는 선분들로만 이루어져 있으며, 닫혀 있고 볼록한 콤팩트 공간을 이룬다. 계량 폴리토프(measure polytope)라고도 한다. 셀은 초입방체이고, 꼭짓점 도형은 단체이고, 정축체와 쌍대이며, 쌍대인 정축체는 셀이 단체, 꼭짓점 도형은 정축체이다. 이포각의 크기는 항상 90°이므로 표기하지 않았다. 또 n차원 초입방체는 2n개의 셀과 2의 n제곱개의 꼭짓점을 가진다.
2차원: 정사각형{4}
3차원: 정육면체{4, 3}
4차원: 정팔포체{4, 3, 3}
초입방체는 푸앵카레의 정리와도 관련있다.
프랑스 파리에 위치한 신개선문은 이러한 초입방체의 모습을 하고 있다.

## 같이 보기
- MIMD
- 단체 (수학)